# Karin Scheele

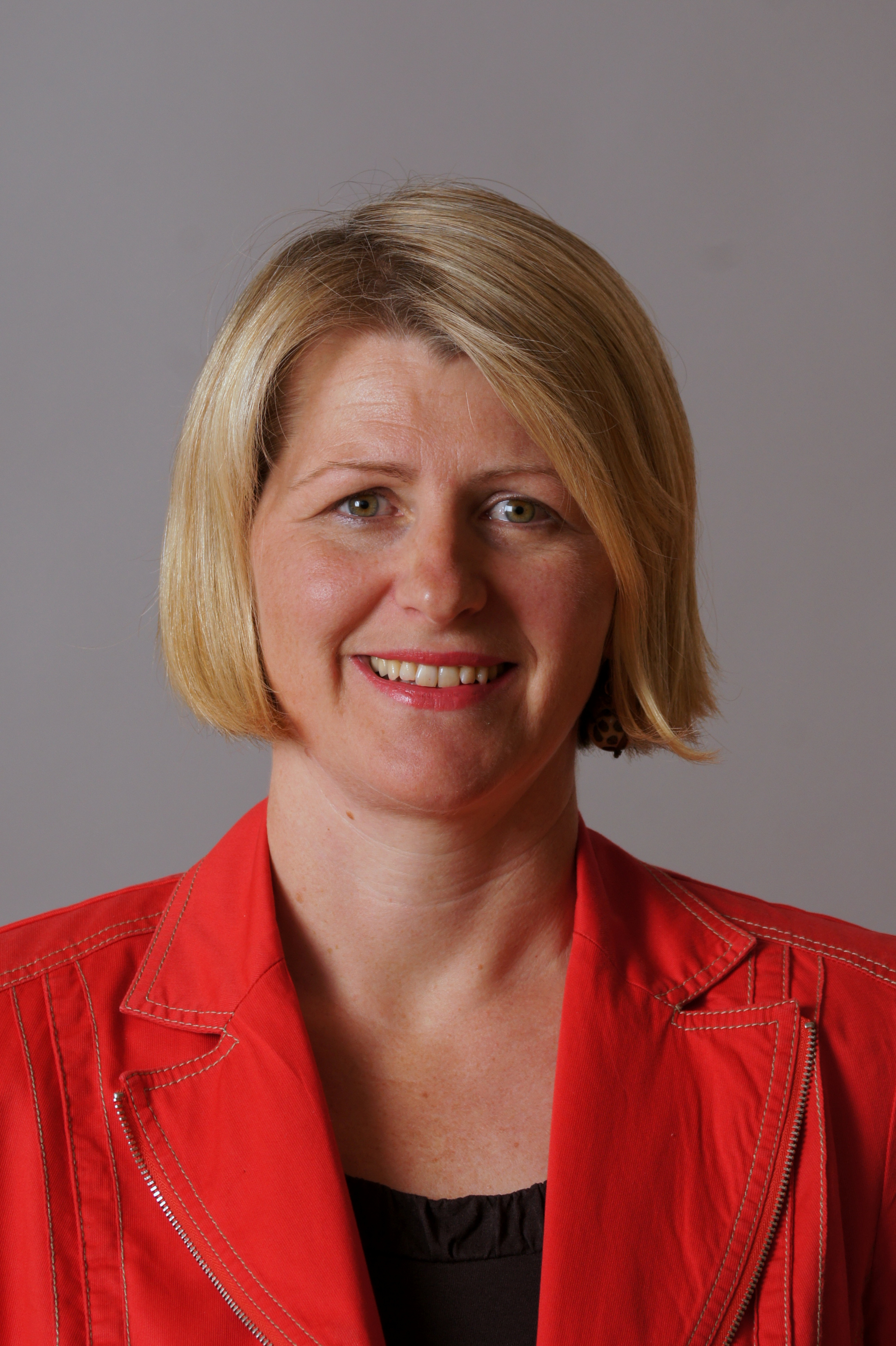
Karin Scheele (2013)

Karin Scheele (* 22. Juli 1968 in Baden bei Wien) ist eine österreichische Politikerin (SPÖ) und war von 11. Dezember 2008 bis 2013 Landesrätin in der Landesregierung Pröll V. Seitdem ist sie Landtagsabgeordnete in Niederösterreich.

## Leben
Karin Scheele besuchte die von 1982 bis 1987 die Handelsakademie Baden und absolvierte in der Folge ein Studium der Handelswissenschaften an der Wirtschaftsuniversität Wien. Sie lebt in Enzesfeld-Lindabrunn.

## Berufliche und politische Erfahrung
- 1987–1990 Sachbearbeiterin in der Pensionsversicherungsanstalt der Arbeiter
- 1990–1995 Teilzeitbeschäftigung bei der Sozialistischen Jugend Niederösterreich
- 1996–1998 Referentin bei der Sozialistischen Jugend Internationale (IUSY)
- 1998–1999 Referentin im Internationalen Sekretariat der SPÖ
- 1999–2008 Mitglied des Europäischen Parlaments
- 2008–2013 Landesrätin für Gesundheit und Soziale Verwaltung in Niederösterreich
- seit 2013 Landtagsabgeordnete in Niederösterreich

Zudem ist sie Vorsitzende der Naturfreunde Niederösterreich.

## Auszeichnungen (Auszug)
- 2009: Großes Goldenes Ehrenzeichen für Verdienste um die Republik Österreich[1]
- 2019: Silbernes Komturkreuz mit dem Stern des Ehrenzeichens für Verdienste um das Bundesland Niederösterreich[2]